# Občina Ajdovščina
Občina Ajdovščina je ena od občin v Republiki Sloveniji z nekaj manj kot 20.000 prebivalci. Mesto Ajdovščina je gospodarsko in kulturno središče Vipavske doline, ki leži na zahodnem delu Slovenije, v bližini državne meje  z Italijo. Občino sestavlja 28 krajevnih skupnosti in 45 naselij.

## Zgodovina občine
Območje ajdovske občine je bilo naseljeno že v kameni dobi. Rimljani so v Ajdovščini postavili postojanko, ki je stala na cesti med Oglejem in Ljubljano. Za njimi je čez Vipavsko dolino šlo veliko ljudstev: Huni, Vzhodni Goti, Langobardi in nato še naši predniki. Leta 1000 je to območje prišlo pod oblast oglejskega patriarha, nato v 11. stoletju pod goriške grofe in leta 1500 pod Habsburžane, ki so ostali na oblasti vse do leta 1918.
V okviru notranjeavstrijskih dežel je bilo območje današnje občine Ajdovščine razdeljeno med Kranjsko in Goriško deželo, mejo med njima je predstavljal potok Hubelj.
V obdobju Ilirskih provinc (1809-1813) so bile uvedene večje občine. Občina Ajdovščina je takrat obsegala manjši prostor kot danes, spadala pa je v provinco Istro, distrikt Gorica in kanton Sv. Križ (Vipavski Križ). Obsegala je 6 davčnih občin oziroma »krajev«, v njej je živelo 2471 prebivalcev.
Po odhodu Francozov je bilo v sklopu province Primorske ustanovljeno goriško okrožje. Občina Ajdovščina je postala glavna občina. Pod njo so bile podobčine Kamnje, Lokavec, Otlica in Skrilje.
Leta 1850 so bile na Goriškem oblikovane velike občine tim. »županije«, te pa so bile sestavljene iz davčnih oziroma katastrskih občin. V sodnem okraju Ajdovščina, ki je bilo na območju okrajnega glavarstva Gorica, je nastalo 14 občin, med njimi tudi občina Ajdovščina, vendar v manjšem obsegu kot danes.
Po prvi svetovni vojni 1918 je območje občine Ajdovščine prešlo pod italijansko upravo. Občina Ajdovščina v takratnem obsegu je spadala v goriški okraj. Celotno območje današnje ajdovske občine je bilo v pokrajino Juliska Krajina. Leta 1928 je prišlo do komasacij. K občini Ajdovščini so bile priključene še občina Dol-Otlica, Lokavec, Planina, Šturje in Ustje. Leta 1940 je prišlo do sprememb, saj je občina obsegala več frakcij s središči. Te frakcije so bile deli občine, ki so jih delile reke, ceste potoki itn. Občina Ajdovščina je obsegala naslednje frakcije:
- Ajdovščina
- Ustje
- Planina (s središči Planina, Dolenje in Štrancarji)
- Šturje (s središči Šturje in Žapuže)
- Dol-Otlica (s središčem Angeljska Gora)
- Lokavec (s središči Lokavec, Slokarji, Gorenje in Kompari)

Za medvojno obdobje je značilna dvojnost oblasti. Na eni strani je okupator postavil svojo oblast, na drugi strani pa je narodnoosvobodilno gibanje gradilo svojo mrežo oblasti. Narodnoosvobodilni svet za Primorsko je nastal 11. septembra 1943. V istem obdobju je izdal odlok o ustanovitvi okrožnih narodnoosvobodilnih odborov. Slovensko Primorje se je delilo na 13 okrožij, med njimi najdemo tudi okrožje Ajdovščina-Vipava. Tako je ostalo do julija 1944, ko je Pokrajinski odbor OF ustanovil pet okrožij in s tem odlokom je območje današnje ajdovske občine spadalo v srednjeprimorsko okrožje.
9. junija 1945 z delitvijo Julijske krajine na cono A in B je območje ajdovske občine prišlo v cono B. Okraj Ajdovščina je bil 22. julija 1945 združen z okrajem Črniče in vključen v okraj Vipava s sedežem v Ajdovščini. Ker je bila Ajdovščina središče, se je neuradno uporabljalo tudi ime okraj Ajdovščina. Bil je pretežno kmetijski okraj s 26 000 prebivalci.
Do leta 1952 je bilo območje Ajdovščine del okraja Vipava, leta 1949 pa tudi okraja Gorica. V tem letu pa je občina Ajdovščina z novim zakonom postala mestna občina in je spadala pod okraj Gorica.
Leta 1964 je občina Ajdovščina prešla v okraj Koper.
Po ustavi iz leta 1974 je pomembno vlogo dobila krajevna skupnost. Leta 1974 je bilo v občini Ajdovščina 34 krajevnih skupnosti. Takrat in vse do leta 1994 je občina Ajdovščina obsegala tudi območje današnje občine Vipave.
3. oktobra 1994 je bilo v Republiki Sloveniji ustanovljenih 147 občin, med njimi tudi občina Ajdovščina.

## Naselja v občini
Ajdovščina, Batuje, Bela, Brje, Budanje, Cesta, Col, Črniče, Dobravlje, Dolenje, Dolga Poljana, Gaberje, Gojače, Gozd, Grivče, Kamnje, Kovk, Kožmani, Križna Gora, Lokavec, Male Žablje, Malo Polje, Malovše, Otlica, Plače, Planina, Podkraj, Potoče, Predmeja, Ravne, Selo, Skrilje, Stomaž, Šmarje, Tevče, Ustje, Velike Žablje, Vipavski Križ, Višnje, Vodice, Vrtovče, Vrtovin, Zavino, Žagolič, Žapuže

## Prebivalstvo
Ob popisu leta 2001 je bila slovenščina materni jezik 16760 (92,6 %) občanom, bosanščina 325 (1,8 %), srbščina pa 182 (1 %), za 380 (2,1 %) občanov je materni jezik neznan. 12830 ali 70,9 % je rimokatoličanov, 402 ali 2,2 % muslimanov, 217 ali 1,2 % pravoslavcev, 998 ali 5,5 % pa je ateistov.

## Znani Ajdovci
- Seznam osebnosti iz Občine Ajdovščina